# Immediate Music
Immediate Music is een Amerikaans bedrijf dat in opdracht van derden muziek laat componeren door werknemers en ingehuurde componisten.
Het bedrijf is gevestigd in in Santa Monica, Los Angeles en is gespecialiseerd in muziek voor film- en televisietrailers. Het bedrijf levert muziek met een kenmerkende opzwepende stijl en ruime symfonische orkestratie, vergelijkbaar met die van X-Ray Dog, Future World Music, Magic Box Music en Reeltime Music.
Sinds 1992 produceerde het bedrijf honderden muziekstukken voor trailers in opdracht van de grote film- en televisiestudio's als Paramount Pictures, Sony Pictures, Walt Disney Pictures, 20th Century Fox en DreamWorks. Hun muziek is onder meer te horen in de trailers van de films Spider-Man 2 en 3, Blade: Trinity, National Treasure, Flight of the Phoenix, I, Robot, Troy, Alien vs. Predator, Van Helsing en Pirates of the Caribbean: At World's End.
In 2006 heeft het bedrijf onder de labelnaam Globus voor het eerst zelf een album uitgegeven getiteld Epicon. Als hoofdcomponist en arrangeur is Jeffrey Fayman verantwoordelijk voor het proces. Behalve producties van bewerkte klassieke muziekthema's worden er vele componisten en musici ingehuurd waaronder Robert Fripp. Het tweede album Break From This World kwam uit op 26 augustus 2011. 